# 古泽尔·马纽罗娃
古泽尔·塔吉尔克济·马纽罗娃（1978年1月24日—）是一名俄罗斯和哈萨克斯坦自由式摔跤运动员。2004年、2012年和2016年夏季奥运会奖牌获得者。2010年和2014年亚洲运动会奖牌获得者。